# Serhij Reheda
Serhij Reheda (ukr. Сергій Регеда; ur. 6 lutego 1994) – ukraiński lekkoatleta specjalizujący się w rzucie młotem.
Wiosną 2010 zajął odległe miejsce w mistrzostw świata juniorów młodszych. Po wygraniu wiosną 2010 eliminacji kontynentalnych do igrzysk olimpijskich młodzieży pojechał do Singapuru gdzie wystąpił ostatecznie w finale B nie zaliczając żadnej odległości. Duże sukcesy odniósł w 2011 roku zdobywając najpierw brąz mistrzostw świata juniorów młodszych, a następnie ustanawiając rekord Ukrainy kadetów wywalczył srebro na olimpijskim festiwalu młodzieży Europy.
Wielokrotny medalista mistrzostw kraju.
Rekord życiowy: 76,92 (21 maja 2017, Kijów).

## Osiągnięcia
| Rok  | Impreza                                     | Miejsce              | Lokata            | Wynik |
| ---- | ------------------------------------------- | -------------------- | ----------------- | ----- |
| 2010 | Eliminacje europejskie do igrzysk młodzieży | Moskwa               | 11. miejsce       | 65,58 |
| 2010 | Igrzyska olimpijskie młodzieży              | Singapur             | –                 | –     |
| 2011 | Mistrzostwa świata juniorów młodszych       | Lille                | 3. miejsce        | 74,06 |
| 2011 | Olimpijski festiwal młodzieży Europy        | Trabzon              | 2. miejsce        | 80,81 |
| 2013 | Zimowy puchar Europy w rzutach              | Castelló de la Plana | 7. miejsce U23    | 65,50 |
| 2013 | Mistrzostwa Europy juniorów                 | Rieti                | el. – 14. miejsce | 68,04 |
| 2015 | Zimowy puchar Europy w rzutach              | Leiria               | 8. miejsce U23    | 67,26 |
| 2015 | Młodzieżowe mistrzostwa Europy              | Tallinn              | 7. miejsce        | 69,42 |
| 2016 | Mistrzostwa Europy                          | Amsterdam            | el. – 26. miejsce | 66,72 |
| 2017 | Superliga drużynowych mistrzostw Europy     | Lille                | 5. miejsce        | 75,10 |
| 2017 | Mistrzostwa świata                          | Londyn               | el. – 25. miejsce | 75,10 |
| 2017 | Uniwersjada                                 | Tajpej               | 7. miejsce        | 70,34 |
| 2018 | Mistrzostwa Europy                          | Berlin               | el. – 25. miejsce | 70,39 |
| 2019 | Puchar Europy w rzutach                     | Šamorín              | 15. miejsce       | 69,58 |
| 2019 | Uniwersjada                                 | Neapol               | 2. miejsce        | 74,27 |
| 2019 | Mistrzostwa świata                          | Doha                 | el. – 29. miejsce | 71,28 |